# ザ・ミラー/悪魔の棲む鏡
『ザ・ミラー/悪魔の棲む鏡』（Mirror, Mirror）は、1990年に公開されたアメリカのホラー映画である。ちなみに原題の意味は『白雪姫』の有名な台詞「鏡よ鏡」。

## ストーリー
1950年代、メアリーという女が鏡の前で妹を刺し殺す事件が起こった。それから数十年後、事件があった家に未亡人のスーザンとその娘メイガンのゴードン親子が引っ越してくる。弱気で内気なメイガンは転校先の学校でいじめの標的にされるが、ニッキだけは彼女を受け入れて親友になる。ゴードン親子は事件当時にあった鏡を発見し飾った日から、怪現象が起こり、不吉にもメイガンをいじめていた女子が不可解な死を遂げる。実はその鏡こそ、所持者やそれらに関わる者を呪い殺す悪魔が封じられたいわく物だったのだ。メイガンやニッキらにも悪魔の殺意が向けられる。

## キャスト
- メイガン・ゴードン - レインボー・ハーヴェスト
- スーザン・ゴードン - カレン・ブラック
- エメリン - イヴォンヌ・デ・カーロ
- ヴィーゼ - ウィリアム・サンダーソン
- ニッキ・チャンドラー - クリスティン・ダッティーロ・ヘイワード

## シリーズ作品
本作含めて全4作品が製作されているが、日本でのソフト化に関しては4作目を除き、1・2作はVHSソフトのみでDVD化されておらず、3作目は日本では未発売。
- ダーク・ミラー/悪魔の囁き (Mirror, Mirror II: Raven Dance)
- ミラー・ミラーIII:ザ・ボーヤー  (Mirror, Mirror III: The Voyeur)
- ザ・ミラー (Mirror Mirror IV: Reflections)